# Référent en transfusion
Un référent en transfusion (RT, également désigné sous l’appellation « infirmier de transfusion, infirmier praticien spécialisé en transfusion, responsable de la sécurité transfusionnelle, responsable de l'hémovigilance, praticien ‘Patient Blood Management’ (PBM) et infirmier PBM ») est une personne qui, au sein d’un établissement de santé,  joue un rôle essentiel dans le développement d'une culture de la sécurité transfusionnelle, de l’utilisation la plus appropriée du sang et de ce que les anglo-saxons appellent le gestion du sang des patients (PBM).
Ce rôle peut être assumé par plusieurs professionnels de la santé, dont beaucoup possèdent des qualifications en soins infirmiers et/ou en notions technico-scientifiques (de laboratoire). Les tâches liées à la fonction du RT varient selon les pays et les organisations. La fonction de référent en transfusion peut être assurée par une personne ou une équipe de plusieurs personnes. Leur mission consiste en grande partie à s'assurer que les pratiques cliniques actuelles sont conformes aux directives et aux normes nationales et internationales.
Les référents en transfusion contribuent à l’amélioration continue de la pratique transfusionnelle en promouvant, de diverses manières, une pratique transfusionnelle sûre/sécurisée,. Ainsi, les activités du RT peuvent comporter :
- l'éducation à la transfusion de collègues cliniciens et infirmiers ;
- la communication aux patients et/ou à leur famille  d’informations relatives aux pratiques transfusionnelles ;
- la gestion des risques, notamment par la rédaction, la mise en œuvre, la mise à jour et le suivi des procédures locales afin de connaître leur degré d’adéquation avec les politiques décidées/définies par les Comités de Transfusion (CT) locaux;
- l’organisation d’audits afin de contrôler et fournir au CT un retour d'informations sur les activités pratiques et le respect des lignes directrices en matière de « bonnes pratiques » ;
- la gestion des incidents transfusionnels, y compris les enquêtes ;
- le suivi et le compte rendu des observations enregistrées dans le cadre de l'hémovigilance ;
- la contribution à la collection et l’analyse de données concernant l’utilisation des composants sanguins, et entre autres, le gaspillage de composants sanguins, afin de soutenir une utilisation appropriée du stock de la banque de sang, des dépôts de sang ou des sites de délivrance du sang ;
- la mise en œuvre de stratégies pour l’implémentation, ou l’amélioration du ‘Patient Blood Management’ (PBM).

En Belgique, l’instauration d’un poste de référent en transfusion a été initié et stimulé par BeQuinT (‘Belgian Quality in Transfusion’), une initiative du Service Public Fédéral de Santé Publique.
En France, l’équivalent d’un RT n’est pas encore mise en place, bien que des infirmiers travaillent régulièrement aux côtés des médecins (ou pharmaciens) hémovigilants à établir et maintenir la sécurité transfusionnelle et la gestion des risques, et l’hémovigilance.
Au Royaume-Uni, le développement du rôle du RT faisait partie de la stratégie "Better Blood Transfusion" du Département de la Santé,,. La plupart des hôpitaux britanniques disposent désormais de RT, généralement issus du département infirmier (éventuellement de la profession de sage-femme) ou des sciences biomédicales. Ils travaillent au sein de l'équipe de transfusion de l'hôpital, avec le responsable de la banque de sang et du laboratoire d’immuno-hématologie et d’un clinicien ou plusieurs cliniciens particulièrement impliqués dans la pratique de la transfusion (anesthésiste, chirurgien, hématologue…).
En Australie, le rôle du RT hospitalier a été un élément clé de l'établissement de réseaux d'amélioration de la pratique transfusionnelle, grâce à un travail réalisé en collaboration entre les professionnels de la transfusion au niveau des États, des territoires et du pays. Les RT, en association avec les médecins, sont reconnus comme des moteurs de la qualité, de la sécurité, de l'utilisation appropriée du sang et du PBM. La responsabilité de la gestion des composants sanguins est établie de différentes manières en Australie, soit en créant des postes spécialisés dans la gestion des produits sanguins, soit en l'intégrant dans d'autres rôles existants, par exemple celui d'infirmier de la ‘Preanaesthetic Clinic (PAC)’.

## Hémovigilance
L'hémovigilance est l'ensemble des procédures de surveillance qui permettent de contrôler, de signaler, d'enquêter et d'analyser les événements indésirables liés à la transfusion. Elle couvre l'ensemble de la chaîne transfusionnelle, depuis le don de sang par le donneur et la préparation des composants sanguins, jusqu'à leur distribution et leur transfusion aux patients. Ces systèmes de notifications et l’analyse jouent un rôle fondamental dans l'amélioration de la sécurité des patients en tirant les leçons des défaillances observées et en mettant ensuite en place les modifications de procédure et les actions correctrices qui permettent de les prévenir.
L'implication du RT dans l'hémovigilance (principalement dans le cadre hospitalier), comprend l'investigation et la notification des réactions transfusionnelles et des événements indésirables en interne d’abord et ensuite en externe, aux systèmes nationaux d'hémovigilance (par exemple le SHOT au Royaume-Uni, ou l’AFMPS en Belgique). En effectuant l’examen des processus et en communiquant directement avec les collègues et les patients concernés, le RT peut fournir des détails essentiels pour alimenter les enquêtes. Ces informations permettent souvent d’aboutir à une explication et ensuite d’émettre des recommandations concernant d’une part, l’avenir transfusionnel du patient, et/ou d’autre part, à la mise en œuvre de mesures correctives et préventives à plus large portée. Les programmes nationaux d'hémovigilance, par exemple le SHOT, fournissent au RT des ressources pour la formation des collègues cliniciens sur la sécurité transfusionnelle et les bonnes pratiques à adopter.

## L’utilisation appropriée des composants sanguins
Les RT contribuent à l'amélioration des pratiques en appliquant des stratégies telles que des formations ciblées destinées à des groupes cliniques particuliers, en mettant en évidence et en promouvant les recommandations nationales et en réalisant régulièrement des audits sur l'utilisation appropriée des composants sanguins,.
Pour illustrer la notion d’utilisation appropriée, on peut évoquer la recommandation du ‘Patient Blood Management’ (PBM) en vigueur au Royaume Uni, qui consiste à conseiller aux cliniciens de « Transfuser une dose de composant sanguin à la fois », par exemple une unité de globules rouges ou de plaquettes, chez les patients qui ne saignent pas, puis de réévaluer le patient cliniquement et déterminer ensuite par une nouvelle numération globulaire, si une nouvelle transfusion est nécessaire. La mise en œuvre de ce changement de pratique a évidemment nécessité une période de transition pour former le personnel médical et de laboratoire ainsi que pour amorcer les changements de politique à l’échelle de l’institution. Le RT est particulièrement bien placé pour diriger et surveiller de telles initiatives, dans lesquelles il s'engage avec les cliniciens qui décident des transfusions, et travaille avec le personnel scientifique du laboratoire de la banque de sang afin de promouvoir la transfusion unitaire des globules rouges.

## Audits
En pratique, la surveillance des pratiques est souvent assurée par des audits qui aident à mettre en évidence les lacunes au niveau des connaissances du personnel et donc à choisir les thèmes des futures formations, ceci contribuant efficacement à l'amélioration progressive de la qualité. Au Royaume-Uni, le ‘National Comparative Audit of Blood Transfusion’ (NCABT) est un programme d'audits cliniques qui examine l'utilisation et la mise en route des transfusions au sein du NHS et des hôpitaux indépendants du Royaume-Uni. Les objectifs de ce programme d'audit sont de fournir la preuve que les composants sanguins sont prescrits et utilisés de manière appropriée et administrés en toute sécurité, et de mettre en évidence les cas où la pratique s'écarte des directives au détriment éventuel des soins aux patients. La collecte de données pour ces audits peut être effectuée par un certain nombre de professionnels de la santé au sein des organisations participantes, mais le plus souvent, la collecte et l’analyse des données est effectuée par le référent en transfusion. Sans l'impulsion/apport des référents en transfusion, la plupart de ces audits ne disposeraient pas d’un volume suffisant de données pour obtenir une image précise et fidèle de la pratique transfusionnelle, et donc pour être en mesure de formuler des recommandations d'amélioration pertinentes.
En plus des audits nationaux, le RT est particulièrement bien placé pour entreprendre des audits locaux qui permettent d’examiner des problèmes peut-être identifiés grâce à l'hémovigilance. Ces audits peuvent être conçus et rédigés en fonction du contexte local. Les résultats des audits sont communiqués au Comité de Transfusion / PBM, avec un plan d'action convenu localement pour toute recommandation formulée.

## Impact
La preuve directe de l’impact positif de l’introduction du référent en transfusion est difficile à établir. Toutefois, et même si les causes sont plus que probablement multifactorielles, il faut savoir qu’en Australie, en Nouvelle-Zélande, aux États-Unis et au Royaume-Uni, la consommation en globules rouges a chuté de façon spectaculaire après introduction dans le staff hospitalier des référents en transfusion (les RT),,.
1. ↑  (en) Kirsty Dalrymple, « Ten years of transfusion practitioners and better blood transfusion in Scotland », Nursing Management, vol. 20, no 10,‎ 12 septembre 2013, p. 27–30 (PMID 24571162, DOI 10.7748/nm2014.02.20.10.27.e1147)
2. 1 2  (en) Bielby et Moss, « Patient blood management and the importance of the Transfusion Practitioner role to embed this into practice », Transfusion Medicine, vol. 28, no 2,‎ 2018, p. 98–106 (ISSN 0958-7578, PMID 29660827, DOI 10.1111/tme.12526)
3. ↑  (en) « HSC 1998/224: 'Better Blood Transfusion' », www.transfusionguidelines.org (consulté le 22 août 2018)
4. ↑  (en) « HSC 2002/009: 'Better Blood Transfusion: appropriate use of blood », www.transfusionguidelines.org (consulté le 22 août 2018)
5. ↑  (en) « HSC 2007/001: 'Better Blood Transfusion' safe and appropriate use of blood », www.transfusionguidelines.org (consulté le 22 août 2018)
6. 1 2 3  (en) Bielby, Stevenson et Wood, « The role of the transfusion nurse in the hospital and blood centre », ISBT Science Series, vol. 6, no 2,‎ 20 octobre 2011, p. 270–276 (ISSN 1751-2816, DOI 10.1111/j.1751-2824.2011.01537.x)
7. 1 2  (en) Moss et Dhesi, « The Role of the Transfusion Practitioner », www.isbtweb.org (consulté le 22 août 2018)
8. ↑  « WHO | Haemovigilance », WHO (consulté le 19 décembre 2018)
9. ↑  « Patient Blood Management », www.transfusionguidelines.org (consulté le 20 décembre 2018)
10. ↑  « National Comparative Audit | NHSBT Hospitals and Science », hospital.blood.co.uk (consulté le 20 décembre 2018)
11. ↑  (en) Tinegate, Chattree, Iqbal et Plews, « Ten-year pattern of red blood cell use in the North of England », Transfusion, vol. 53, no 3,‎ 15 juillet 2012, p. 483–489 (ISSN 0041-1132, PMID 22803573, DOI 10.1111/j.1537-2995.2012.03782.x)
12. ↑  « National Patient Blood Management Gudielines Implementation Strategy 2013-2017 », www.blood.gov.au